# 청춘의 덫 (1999년 드라마)
《청춘의 덫》은 1999년 1월 27일부터 1999년 4월 15일까지 방송되었던 SBS 수목 드라마로 1978년에 방송되었던 MBC 주말 드라마 《청춘의 덫》을 리메이크하였다.

## 기획 의도
힘들수록 남을 생각해주는 마음. 상처가 깊을수록 더욱 그 상처를 감싸안을 수 있는 마음, 그것은 사랑이다.
《청춘의 덫》은 모두가 어려운 시대 그래서 더욱 더 현실로부터 일탈을 꿈꾸는 많은 이들에게 진정 소중한 가치가 무엇인가를 제시해 어려움을 헤쳐나갈 용기를 전해준다.

## 등장 인물

### 주요 인물
- 심은하 : 서윤희 역
- 이종원 : 강동우 역
- 유호정 : 노영주 역
- 전광렬 : 노영국 역

### 회장 일가
- 김무생 : 노태섭 역 - 회장, 영국의 작은아버지
- 김용림 : 한 여사 역 - 성북동 어머니
- 정영숙 : 이 여사 역 - 구기동 어머니, 삼남매의 생모
- 정애란 : 할머니 역 - 태섭의 어머니
- 안연홍 : 노영은 역 - 영국의 동생

### 윤희네
- 여운계 : 윤희 조모 역 - 윤희의 외할머니
- 정재순 : 지숙 모 역 - 윤희의 이모
- 박영태 : 지숙 부 역 - 윤희의 이모부
- 노현희 : 지숙 역 - 윤희의 이종사촌 동생
- 김나운 : 안수연 역 - 윤희의 친구
- 하승리 : 강혜림 역 - 동우와 윤희의 어린 딸 (중도 하차)

### 동우네
- 오승명 : 동우 부 역
- 김복희 : 동우 모 역
- 김석훈 : 강동철 역 - 동우의 동생
- 허영란 : 강동숙 역 - 동우의 막내동생

### 그 외 인물
- 윤순홍 : 배 실장 역 - 노회장 비서 실장
- 은경 : 윤희의 회사 동료 역
- 강미 : 성북동 집 가사도우미 역
- 김은영 : 구기동 집 가사도우미 역
- 이명숙 : 윤희네 동네 가게 주인 역
- 윤기원 : 허 기사 역 - 영국의 운전 기사
- 조성규 : 맏사위 역
- 이동신 : 회사 중역 역
- 정명환 : 회사 중역 역
- 강상구 : 의사 역
- 문미봉 : 별장 가사도우미 역
- 김민조
- 박종설
- 김용숙
- 은정
- 신승주
- 오아랑
- 한근욱
- 신승주
- 김용헌
- 한상희
- 이성호
- 김명국
- 이기영
- 박희정
- 박성혜
- 홍승옥
- 임채연
- 박형준
- 박상아
- 방경림
- 김미희
- 장은비
- 송지은
- 이도훈
- 최범호
- 이상은
- 정명환
- 김주혁
- 박미영
- 이희정
- 조권탁
- 민경현
- 서권순

## 수상
- 1999년 1999 SBS 연기대상 10대 스타상, 최고 인기상, 대상 - 심은하
- 1999년 1999 SBS 연기대상 10대 스타상, 남자 우수상 - 김석훈
- 1999년 제26회 한국방송대상 TV 드라마 부문 우수 작품상

## 참고 사항
- 당초 영주 역은 이승연, 동우 역은 김민종이 물망에 올랐으나 이승연은 자숙의 시간을 이유로 김민종은 배역이 본인의 성격과 맞지 않는다는 이유로 캐스팅 제의를 고사했다.[1]
- 이종원은 정세호 PD의 다급한 요청으로 인해 얼떨결에 동우 역을 수락했던 에피소드가 있다.[2]
- 신분 상승을 위한 배신과 복잡한 애정 관계로 비판을 받았다.[3]
- 초반에는 MBC 수목 드라마 《우리가 정말 사랑했을까》와의 시청률 경쟁에서 밀렸으나 6회째 접어들면서 역전하였으며 이후 급속도로 시청률이 상승하였다.
- 음반도 출시 1개월 만에 3만여 장이 판매돼 드라마의 인기도를 과시했다.[4]
- 평균 시청률은 35.7%, 최고 시청률은 53.1%(1999년 4월 15일, AGB 닐슨)로 1999년 드라마 중 같은 시청률을 기록한 MBC 월화 드라마 《국희》와 공동 1위의 성적이었다. 역대 한국 드라마 중 17위의 시청률을 기록하였으며 김수현 작가 대표 프로그램 중 하나다.[5]
- SBS 드라마가 50%를 돌파한 것은 SBS 광복 50주년 특별 기획 드라마 《모래시계》 이후 4년 만에 이룬 쾌거였다.